# Batočina
Batočina (serbo: Баточина) è una città e una municipalità del distretto di Šumadija al centro della Serbia centrale.